# Helcogramma fuscipectoris
Helcogramma fuscipectoris és una espècie de peix de la família dels tripterígids i de l'ordre dels perciformes.

## Morfologia
- Els mascles poden assolir 3,2 cm de longitud total.[2][3]

## Hàbitat
És un peix marí de clima subtropical que viu fins als 5 m de fondària.

## Distribució geogràfica
Es troba al Japó, les Illes Ryukyu, Taiwan, Hong Kong, les Filipines, el Vietnam, Tailàndia, Malàisia, Indonèsia i Vanuatu.